# Kabul Beauty School
Kabul Beauty School (no Brasil, O Salão de Beleza de Cabul) é um livro de autoria da escritora estadunidense Deborah Rodriguez, publicado em 2007.

## Sinopse
Pouco depois da queda do Talebã, em 2001, a cabeleireira americana Deborah Rodriguez viajou para o Afeganistão como integrante de um grupo que oferecia ajuda humanitária àquele país arrasado pela guerra. Cercada de médicos, enfermeiros e terapeutas – homens e mulheres cujas habilidades pareciam muito mais necessárias do que as suas –, Deborah, natural de Michigan e mãe de dois filhos, buscava desesperadamente ser útil. Mas, em pouco tempo, ela descobriu que possuía o dom de fazer amizade com os afegãos. E, tão logo os outros estrangeiros que viviam no país descobriram a sua profissão, Deborah passou a ser altamente requisitada por todos os que precisavam de um corte de cabelo decente e também pelas mulheres afegãs, que possuíam uma longa e orgulhosa tradição de administrar seus próprios salões de beleza. Nasceu, assim, uma ideia.
Com a ajuda de empresas e patrocinadores estrangeiros, a Escola de Beleza de Cabul abriu com sua primeira turma em 2003. Bem-intencionada, mas, às vezes, insolente, Deborah tropeçou nas barreiras do idioma, afrontou costumes culturais e teve de fazer constantes malabarismos com os desafios do pós-guerra afegão enquanto aprendia a ensinar às alunas que elas poderiam adquirir autonomia e sustentar a si mesmas e suas famílias dominando as técnicas fundamentais de tintura, corte e maquiagem.
O livro é um relato sobre o cotidiano das mulheres afegãs, e da autora, que ousou ajudá-las a escapar da submissão.

## A autora
Deborah Rodriguez trabalha como cabeleireira desde 1979, exceto por um breve período em que atuou como guarda de presídio em sua cidade natal, Holland, no estado do Michigan. Atualmente dirige a Escola de Beleza de Cabul, o primeiro moderno centro de treinamento estético de Cabul. Deborah também é dona do Oásis Salon e da Kabul Coffee House & Cafe. Ela vive em Cabul com o marido afegão.